# ديميتري أوبرادوفيتش
ديميتري أوبرادوفيتش (عاش من 17 فبراير عام 1739 حتى 7 أبريل عام 1811)، كان كاتبًا وفيلسوفًا وكاتبًا مسرحيًا ومؤلفًا موسيقيًا ومترجمًا وعالمًا لغويًا صربيًا متعدد اللغات وأول وزير للتعليم في صربيا. دعا أوبرادوفيتش بصفته بطلًا مؤثرًا في النهضة الوطنية والثقافة الصربية إلى التنوير والأفكار العقلانية مع حفاظه على وطنيته وتمسكه بالكنيسة الأرثوذكسية الصربية. يعتبر ديمتري مؤسس الأدب الصربي الحديث، ويشار إليه عادةً باسمه الأول وحده. كان ديمتري راهبًا في دير هوبوفو الأرثوذكسي الصربي في منطقة سريم، واكتسب اسم دوسيتيج (دوسيتوس). قام بترجمة العديد من الكلاسيكيات الأوروبية إلى الصربية بما في ذلك خرافات إيسوب.

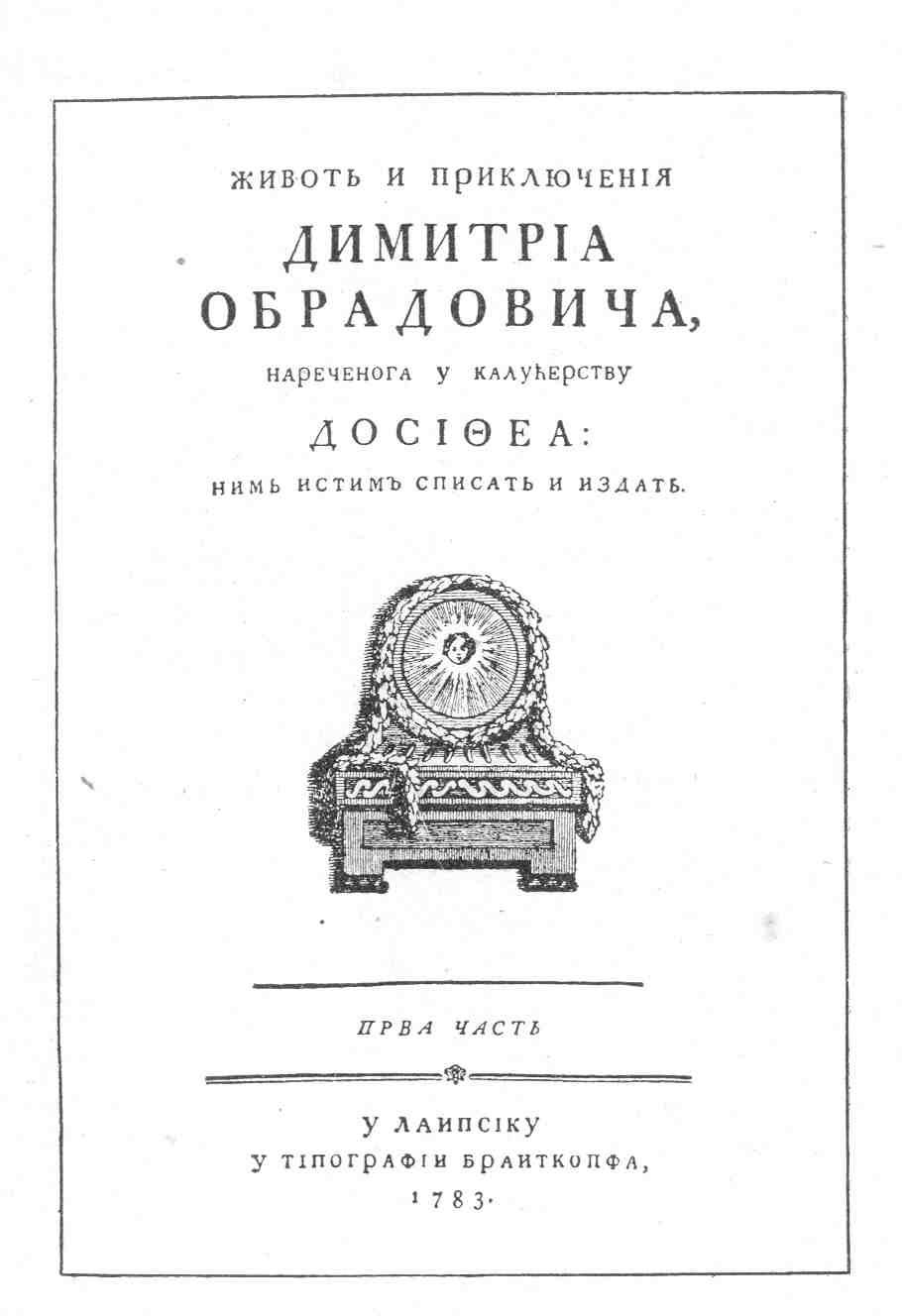
حياة ومغامرات ديميتري أوبرادوفيتش الذي أُعطي باعتباره راهبًا اسم دوسيتيج.

## فكره
وصلت أفكار التنوير إلى البلقان على هيئة أدب أكثر من وصولها كفلسفة مجردة. كان عدد من الكتاب الصربيين في النصف الثاني من القرن الثامن عشر (خاصةً في المناطق الإثنية الصربية في هنغاريا) ضد سيطرة القساوسة ومحاربين للبدائية والجهل في ذلك الوقت وداعين إلى توسيع المعرفة والتعليم خارج الكنيسة. وصف دوسيتيج أوبرادوفيتش المبادئ الرئيسية للتنوير في كتاباته وتعاليمه باستخدام تعبيرات فلسفية.
كان ديمتري راهبًا صربيًا شابًا تحرر من وهم الحياة الرهبانية ولكن ليس من الكنيسة أو من تعاليمها اللاهوتية. سافر ديمتري في أوروبا والأراضي التي يسكنها الصرب والتي انقسمت فيما بعد بين النمسا والمجر وتركيا، وسعى من خلال كتاباته وتدريسه لإصلاح النظام التعليمي في كلتا الإمبراطوريتين. كان ديمتري أول من أسس مدرسة عامة في ألبانيا. كذلك افتتح أوبرادوفيتش أول مدرسة ثانوية في بلغراد عام 1808 بعد انتفاضة كاراجورج الناجحة ضد العثمانيين في عام 1804، وأصبح أول وزير للتعليم في البلاد الجديدة. لم تكن فلسفته العقلانية النفعية في عصر التنوير، لكنها كانت مؤثرة في بلغراد وأجزاء من إمارة صربيا (1804- 1813) وكذلك بين الصرب الذين عاشوا في البوسنة والهرسك وصربيا القديمة وراسيا والجبل الأسود ودالماسيا.
شجع عددًا من الفلاسفة تحرير صربيا وإنشاء أول مدارس عليا تدرس الفلسفة. كان يُنظَر إلى أعمال الفلاسفة الذي درسوا في الخارج على أنها مجرد تعديلات لأفكار الفلاسفة الألمان والفرنسيين والإنجليز. كان التأثير القوي لكانت وهيغل ناجحًا بسبب تأثير الوضعية وبفضل أوبرادوفيتش. لا يوجد الفكر الفلسفي الأصيل لهذه الفترة في أعمال معلمي الفلسفة فقط ولكن أيضًا في القصائد والأغاني الشعبية والكتابات العلمية و(لاحقًا) في المنشورات السياسية الثورية؛ إذ جاء كل هذا للتعبير عن أفكار التحرر الوطني والاجتماعي. تأثر الفيلسوف السياسي الروماني ديميتري سينشينديل تأثرًا كبيرًا بكتابات دوسيتيج أوبرادوفيتش.

## الإرث
كان دوسيتيج أوبرادوفيتش سابقًا لفوك كاراجيتش أبرز من قام بإصلاح اللغة والأدب الصربي، وكان يعتبر الصربي الأفضل تعليمًا في عصره. قرأ في عام 1808 خطابًا خلال مراسم افتتاح جامعة بلغراد -سميت في البداية بالمدرسة الثانوية أو المدرسة الكبرى- التي تعتبر أقدم وأكبر جامعة في صربيا، بالإضافة إلى قراءته العديد من الخطابات في افتتاح غيرها من المؤسسات. يعد متحف فوك ودوسيتيج أحد أهم المتاحف التذكارية في بلغراد عاصمة صربيا. تأسس المتحف في عام 1949 ليصور حياة فوك ستيفانوفيتش كاراجيتش (1787- 1864) وعمله وإرثه وكذلك أعمال دوسيتيج أوبرادوفيتش وحياته. تُمنح حاليًا جائزة دوسيتيج أوبرادوفيتش لمن يساهموا في ترجمة الأعمال الأدبية وفي تعزيز الثقافة الصربية.
ما زال المنزل الذي وُلد فيه أوبرادوفيتش قائمًا حتى اليوم. كان المنزل ملكًا لعائلة رومانية، ولكن قامت شركة هيموفارم الصربية بشراء المنزل وتجديده في وقت لاحق. أسست هيموفارم وماتيكا سربسكا ومعهد الأدب والفنون مؤسسة دوسيتيج أوبرادوفيتش في فرشاتس في عام 2004. تمنح هذه المؤسسة سنويًا جائزة موظفي دوسيتيج وتساعد الكتاب والفنانين الشباب بطرق مختلفة.
يُصنَّف دوسيتيج أوبرادوفيتش ضمن الصرب المئة البارزين.

## روابط خارجية
- ديميتري أوبرادوفيتش على موقع IMDb (الإنجليزية)
- ديميتري أوبرادوفيتش على موقع الموسوعة البريطانية (الإنجليزية)